# Glasvegas
Glasvegas — шотландская рок-группа из Далмарнока, Глазго.

## История

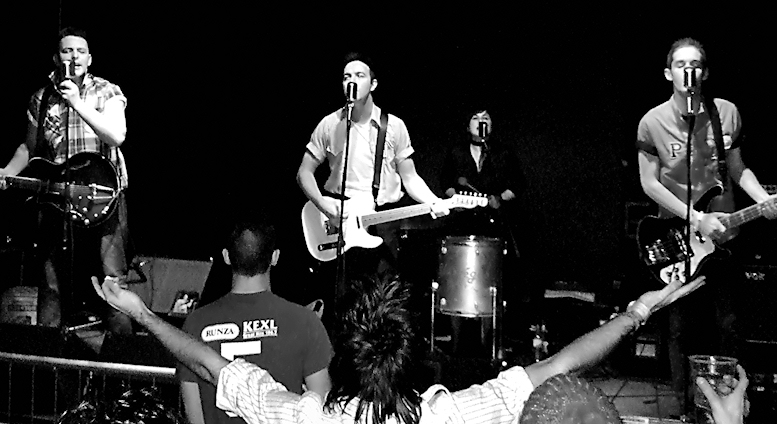
Glasvegas at the Dundee Doghouse

### Образование и сингл «Go Square Go!»: 2006
Группа образовалась в начале 2006 года, и вскоре их заметил очень влиятельный человек в Шотландской музыкальной индустрии Alan McGee в клубе King Tut's Wah Wah Hut в Глазго, который после этого стал широко рекламировать эту группу. 30 октября 2006 года группа выпустила свой первый ими же спонсированный сингл, «Go Square Go!», ограниченным тиражом.

### Надежды критиков и сингл «Daddy’s Gone»: 2007
После выпуска своего второго сингла «Daddy’s Gone» в Ноябре 2007, Glasvegas поступили предложения от некоторых больших звукозаписывающих компаний. Продажи «Daddy’s Gone» оказались на 2 месте среди лучших синглов года по версии NME. Сингл высоко оценил уроженец Глазго Amy Macdonald, также родившаяся в Глазго певица и автор текстов Angela McCluskey и Lisa Marie Presley которая очень хотела встретиться с группой во время их недавнего турне по Великобритании.

### Продолжение карьеры и дебютный альбом
После выпуска своего третьего сингла «It’s My Own Cheating Heart That Makes Me Cry» 14 Февраля, 2008 группа решила отдать предпочтение Columbia Records. Они получили престижную Philip Hall Radar Award на церемонии награждения NME Awards двумя неделями позже. В настоящее время Glasvegas записали в Нью-Йорке свой первый альбом при поддержке James Allan и Rich Costey.
Альбом носит одноименное название и состоит из 10 треков. Мировой релиз состоялся 8 сентября 2008 г. 

Плей-лист Glasvegas 2008 

1.Flowers & Football Tops 6:56 

2.Geraldine 3:45 

3.It's My Own Cheating Heart That Makes Me Cry 4:25 

4.Lonesome Swan 2:43 

5.Go Square Go 3:26 

6.Polmont On My Mind 3:51 

7.Daddy's Gone 4:23 

8.Stabbed 2:22 

9.S.A.D. Light 4:00 

10.Ice Cream Van 5:56 

## Состав группы
- James Allan — вокал, гитара
- Rab Allan — гитара
- Paul Donoghue — бас-гитара
- Caroline McKay — ударные

## Дискография

### Синглы
| Год  | Песня                                                     | Альбом      | Лейбл    |
| ---- | --------------------------------------------------------- | ----------- | -------- |
| 2006 | «Go Square Go!/Leg’s n Show»                              | «Glasvegas» | WaKS     |
| 2007 | «Daddy’s Gone/Flowers & Football Tops»                    | «Glasvegas» | Sane Man |
| 2008 | «It’s My Own Cheating Heart That Makes Me Cry/Be My Baby» | «Glasvegas» | Sane Man |

### Альбомы
| Год  | Название                    | Лейбл            |
| ---- | --------------------------- | ---------------- |
| 2008 | «Glasvegas»                 | Columbia Records |
| 2011 | EUPHORIC /// HEARTBREAK \\\ | Columbia Records |
| 2021 | Godspeed                    | Go Wow Records   |